# Huckleberry Hound in Hollywood Capers
Huckleberry Hound in Hollywood Capers es un videojuego de Acción y Plataformas que fue lanzada para Commodore Amiga en octubre de 1993 solo en Europa. El juego está basado en los dibujos animados creativos de Hanna-Barbera: Huckleberry Hound.
- Datos: Q18644237